# Oranjestad (Aruba)
Koordinaten: 12° 31′ 8″ N, 70° 2′ 8″ W

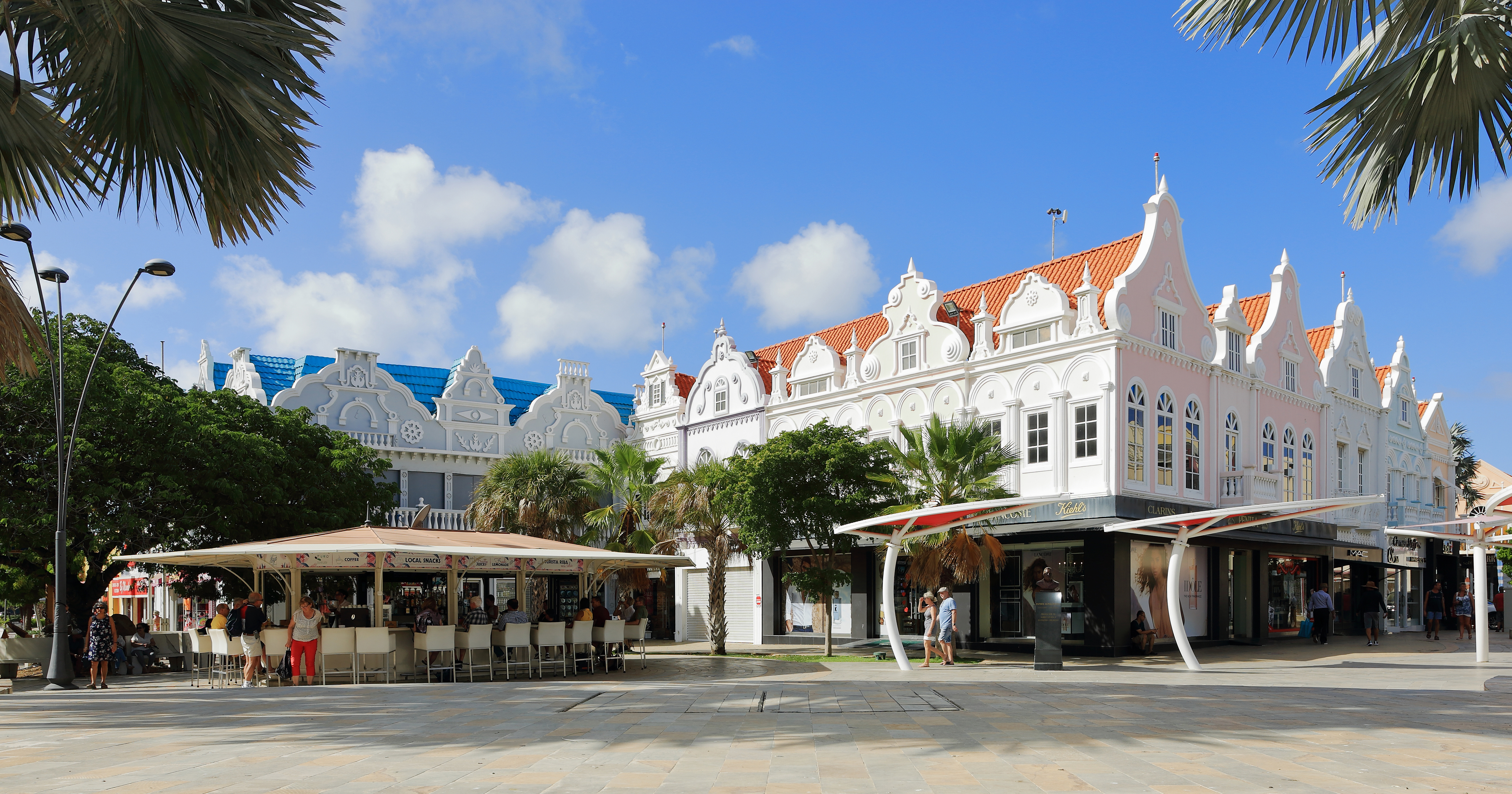
Das historische Stadtzentrum von Oranjestad

Oranjestad ist die Hauptstadt der zum niederländischen Königreich gehörenden Karibik-Insel Aruba. Sie ist mit 28.294 Einwohnern (2010) auch die größte Stadt der Insel.

## Geschichte
Schon im Jahr 1796 wurde das Fort Zoutman von den Niederländern gegründet. Kurz danach entstanden auch die ersten Häuser in diesem Gebiet. Oranjestad wurde nach dem Namen des regierenden Königshauses der Niederlande (niederländisch Oranje) benannt.
Seitdem ist Oranjestad die Hauptstadt Arubas. 1986 gewann Oranjestad etwas mehr Bedeutung, da sie nun Hauptstadt eines der drei gleichberechtigten Teile des niederländischen Königreiches (neben den Niederlanden und den Niederländischen Antillen) wurde.

## Infrastruktur
Oranjestad ist über den Queen Beatrix International Airport mit vielen Staaten in der Karibik, den Vereinigten Staaten und Europa verbunden. Außerdem gibt es einen Hafen, der von vielen Kreuzfahrtschiffen angesteuert wird.
Seit 2013 gibt es eine Straßenbahn mit Brennstoffzellenantrieb, die den Hafen mit dem Zentrum verbindet. Seit 1979 verbinden die Buslinien von Arubus Oranjestad mit den weiteren Orten auf der ganzen Insel.
Das derzeit einzige Krankenhaus auf der Insel, das Horacio Oduber Hospitaal, befindet sich im Stadtteil West von Oranjestad.

## Demografie
| Stadt Gebiet      | Fläche (km²) | Einwohner 1991 | Einwohner 2000 | Einwohner 2010 |
| ----------------- | ------------ | -------------- | -------------- | -------------- |
| Oranjestad West   | 9,29         | 8.779          | 12.131         | 13.976         |
| Oranjestad Oost   | 12,88        | 11.266         | 14.224         | 14.318         |
| Oranjestad Gesamt | 22,17        | 20.045         | 26.355         | 28.294         |

## Attraktionen & Tourismus
Sehenswert in Oranjestad sind das Fort Zoutman mit dem Willem III. Turm, das Museo Numismático, der Schoonerhafen mit Duty-free-Shops und Möglichkeiten, Sport zu treiben sowie die Einkaufsstraße Wilhelminastraat und die hauptsächlich für Touristen gebaute Straßenbahnlinie rund durch die Innenstadt.

## Architektur
Die Stadt ist auch wegen ihrer einzigartigen Architektur (hauptsächlich in der Altstadt) bekannt. Man erkennt auf den ersten Blick den niederländischen Einfluss an den bunten, reich verzierten, luftigen und hohen Gebäuden.

## Sport
River Plate Aruba ist der örtliche Fußballverein.

## Söhne und Töchter der Stadt
- Juan Chabaya Lampe (1920–2019), Komponist der Nationalhymne Arubas
- Boy Ecury (1922–1944), Widerstandskämpfer
- Reno Steba (* 1960), Jazzbassist
- David Abdul (* 1989), Fußballspieler
- Sarah-Quita Offringa (* 1991), Windsurferin